# Асимптотическая размерность
Асимптотическая размерность метрического пространства — аналог размерности Лебега на большой шкале.
Асимптотическая размерность имеет важные приложения в геометрическом анализе и теории индексов.
Понятие асимптотической размерности было введено Михаилом Громовым
в контексте геометрической теории групп, как квазиизометрический инвариант конечно порожденных групп.
Как показал Гуолян Юй, конечно порожденные группы конечного гомотопического типа с конечной асимптотической размерностью удовлетворяют гипотезе Новикова.

## Определение
Пусть {\displaystyle X} — метрическое пространство и {\displaystyle n\geqslant 0} целое число.
Мы говорим, что {\displaystyle \operatorname {asdim} (X)\leqslant n} если для каждого {\displaystyle R\geqslant 1} существует равномерно ограниченное покрытие {\displaystyle {\mathcal {U}}} пространсва {\displaystyle X} такое, что каждый замкнутый {\displaystyle R} шар в {\displaystyle X} пересекает не более {\displaystyle n+1} подмножеств из {\displaystyle {\mathcal {U}}}.
Здесь равномерно ограниченное означает, что существует {\displaystyle D} такое, что диаметр любого множества в покрытии не превосходит {\displaystyle D}.
Асимптотическая размерность {\displaystyle \operatorname {asdim} (X)} определяется как наименьшее целое число, {\displaystyle n\geqslant 0} такое, что {\displaystyle \operatorname {asdim} (X)\leqslant n}, если таких {\displaystyle n} не существует, то {\displaystyle \operatorname {asdim} (X):=\infty }.

## Связанные определения
Говорят, что семейство {\displaystyle (X_{i})_{i\in I}} метрических пространств удовлетворяет {\displaystyle \operatorname {asdim} (X)\leqslant n} равномерно, если для каждого {\displaystyle R\geqslant 1} и каждого {\displaystyle i\in I} существует покрытие {\displaystyle {\mathcal {U}}_{i}} пространства {\displaystyle X_{i}} множествами диаметра не более {\displaystyle D(R)<\infty } (независимо от {\displaystyle i}) такого, что каждый замкнутый {\displaystyle R}-шар в {\displaystyle X_{i}} пересекает не более {\displaystyle n+1} подмножеств из {\displaystyle {\mathcal {U}}_{i}}.

## Примеры
- Если {\displaystyle X}- метрическое пространство ограниченного диаметра, то {\displaystyle \operatorname {asdim} (X)=0}.
- {\displaystyle \operatorname {asdim} (\mathbb {R} )=\operatorname {asdim} (\mathbb {Z} )=1}.
- {\displaystyle \operatorname {asdim} (\mathbb {R} ^{n})=n}.
- {\displaystyle \operatorname {asdim} (\mathbb {H} ^{n})=n}.
- Группа Григорчука имеет бесконечную асимптотическую размерность.
- Группа Томпсона {\displaystyle F} имеет бесконечную асимптотическая размерность так как они содержат подгруппы, изоморфные {\displaystyle \mathbb {Z} ^{n}} для сколь угодно больших {\displaystyle n}.

## Свойства
- Если {\displaystyle Y\subseteq X}является подпространством метрического пространства {\displaystyle X}, то {\displaystyle \operatorname {asdim} (Y)\leqslant \operatorname {asdim} (X)}.
- Для любых метрических пространств {\displaystyle X} и {\displaystyle Y} выполняется следующее неравенство
{\displaystyle \operatorname {asdim} (X\times Y)\leqslant \operatorname {asdim} (X)+\operatorname {asdim} (Y)}.
- Если {\displaystyle A,B\subseteq X}, тогда {\displaystyle \operatorname {asdim} (A\cup B)\leqslant \max\{\operatorname {asdim} (A),\operatorname {asdim} (B)\}}.
- Если {\displaystyle f:Y\to X}является грубым вложением (например, квазиизометрическим вложением), то {\displaystyle \operatorname {asdim} (Y)\leqslant \operatorname {asdim} (X)}.
- Если {\displaystyle X} и {\displaystyle Y}являются грубо эквивалентными метрическими пространствами (например, квазиизометрическими метрическими пространствами), то {\displaystyle \operatorname {asdim} (X)=\operatorname {asdim} (Y)}.
- Если {\displaystyle X} — метрическое дерево, то {\displaystyle \operatorname {asdim} (X)\leqslant 1}.
- Пусть {\displaystyle f:X\to Y} — липшицево отображение из геодезического метрического пространства {\displaystyle X} в метрическое пространство {\displaystyle Y}. Предположим, что для каждого {\displaystyle r>0} множества из семейства {\displaystyle \{f^{-1}(B_{r}(y))\}_{y\in Y}} удовлетворяет неравенству {\displaystyle \operatorname {asdim} \leqslant n} равномерно. Тогда {\displaystyle \operatorname {asdim} (X)\leqslant \operatorname {asdim} (Y)+n}.[3]
- Если {\displaystyle X} является метрическим пространством с {\displaystyle \operatorname {asdim} (X)<\infty }, то {\displaystyle X} допускает грубое (равномерное) вложение в Гильбертово пространство.[4]
- Если {\displaystyle X} — метрическое пространство ограниченной геометрии с {\displaystyle \operatorname {asdim} (X)\leqslant n}, то {\displaystyle X} допускает грубое вложение в произведение {\displaystyle n+1} локально конечных деревьев.[5]

## Асимптотическая размерность в геометрической теории групп
Асимптотическая размерность приобрела особое значение в геометрической теории групп после статьи 1998 года Гуолян Ю
В ней было доказано, что если {\displaystyle G} — конечно порожденная группа конечного гомотопического типа (то есть с классифицирующим пространством гомотопического типа конечного CW-комплекса), такая, что {\displaystyle \operatorname {asdim} (G)<\infty }{\displaystyle G}удовлетворяет гипотезе Новикова.
Впоследствии было показано, что конечно порожденные группы с конечной асимптотической размерностью топологически аменабельны, то есть удовлетворяют свойству Гуолян Ю, введенному в  и эквивалентному точности приведенной C*-алгебры группы.
- Если {\displaystyle G} это словесно-гиперболическая группа, то {\displaystyle \operatorname {asdim} (G)<\infty }.[9]

- Если {\displaystyle G} является относительно гиперболической по отношению к подгруппам {\displaystyle H_{1},\dots ,H_{k}} каждая из которых имеет конечную асимптотическую размерность, то {\displaystyle \operatorname {asdim} (G)<\infty }.[10]

- Если {\displaystyle H\leqslant G}, где {\displaystyle H,G}конечно порождены, то {\displaystyle \operatorname {asdim} (H)\leqslant \operatorname {asdim} (G)}.

- Группы классов отображения ориентируемых поверхностей конечного типа имеют конечную асимптотическую размерность.[11]

- Пусть {\displaystyle G} — связная группа Ли и {\displaystyle \Gamma \leqslant G} — конечно порожденная дискретная подгруппа. Тогда {\displaystyle asdim(\Gamma )<\infty }.[12]

## Рекомендации
1. ↑  Gromov, Mikhael. Asymptotic Invariants of Infinite Groups // Geometric Group Theory. — Cambridge University Press, 1993. — Vol. 2. — ISBN 978-0-521-44680-8.
2. ↑  Yu, G. (1998). The Novikov conjecture for groups with finite asymptotic dimension. Annals of Mathematics. 147 (2): 325–355. doi:10.2307/121011. JSTOR 121011. S2CID 17189763.
3. ↑  Bell, G.C.; Dranishnikov, A.N. (2006). A Hurewicz-type theorem for asymptotic dimension and applications to geometric group theory. Transactions of the American Mathematical Society. 358 (11): 4749–64. doi:10.1090/S0002-9947-06-04088-8. MR 2231870.
4. ↑  Roe, John. Lectures on Coarse Geometry. — American Mathematical Society, 2003. — Vol. 31. — ISBN 978-0-8218-3332-2.
5. ↑  Dranishnikov, Alexander (2003). On hypersphericity of manifolds with finite asymptotic dimension. Transactions of the American Mathematical Society. 355 (1): 155–167. doi:10.1090/S0002-9947-02-03115-X. MR 1928082.
6. ↑  Yu, G. (1998). The Novikov conjecture for groups with finite asymptotic dimension. Annals of Mathematics. 147 (2): 325–355. doi:10.2307/121011. JSTOR 121011. S2CID 17189763.Yu, G. (1998). "The Novikov conjecture for groups with finite asymptotic dimension". Annals of Mathematics. 147 (2): 325–355. doi:10.2307/121011. JSTOR 121011 Архивная копия от 14 января 2023 на Wayback Machine. S2CID 17189763.
7. ↑  А. Н. Дранишников Асимптотическая топология, Успехи математических наук, 2000, том 55, выпуск 6(336), страницы 71–116
8. ↑  Yu, Guoliang (2000). The coarse Baum-Connes conjecture for spaces which admit a uniform embedding into Hilbert space. Inventiones Mathematicae. 139 (1): 201–240. Bibcode:2000InMat.139..201Y. doi:10.1007/s002229900032. S2CID 264199937.
9. ↑  Roe, John (2005). Hyperbolic groups have finite asymptotic dimension. Proceedings of the American Mathematical Society. 133 (9): 2489–90. doi:10.1090/S0002-9939-05-08138-4. MR 2146189.
10. ↑  Osin, Densi (2005). Asymptotic dimension of relatively hyperbolic groups. International Mathematics Research Notices. 2005 (35): 2143–61. arXiv:math/0411585. doi:10.1155/IMRN.2005.2143. S2CID 16743152.{{cite journal}}:  Википедия:Обслуживание CS1 (не помеченный открытым DOI) (ссылка)
11. ↑  Bestvina, Mladen; Fujiwara, Koji (2002). Bounded cohomology of subgroups of mapping class groups. Geometry & Topology. 6: 69–89. arXiv:math/0012115. doi:10.2140/gt.2002.6.69. S2CID 11350501.
12. ↑  Ji, Lizhen (2004). Asymptotic dimension and the integral K-theoretic Novikov conjecture for arithmetic groups (PDF). Journal of Differential Geometry. 68 (3): 535–544. doi:10.4310/jdg/1115669594. Архивировано (PDF) 11 января 2024. Дата обращения: 22 января 2024.